# Garde particulier du domaine public routier ou de la voirie routière
Les gardes particuliers du domaine public routier des collectivités locales sont, en France, commissionnés par les élus (maires ou président d'une EPCI ou encore d'un conseil général). Ils ont pour mission principale de veiller à la police de conservation du domaine public routier (L.116-2 du CVR). Leur champ de compétences est très limité, il s'étend sur les voies de toutes catégories y compris les chemins ruraux.

## En France
Les gardes du domaine public routier sont peu nombreux en France, ils exercent principalement sur des petites communes rurales, urbaines et périurbaines sur lesquelles aucun garde champêtre ou aucun gardien de police municipale n'exerce déjà leur métier.

## Définition
Le garde particulier du domaine public routier n'est pas un fonctionnaire de la police territoriale, même s'il a certaines prérogatives et quelques compétences similaires aux agents susvisés.
Il peut être bénévole ou salarié des communes ou EPCI en qualité d'agent contractuel. Dans ce cas cet agent ne sera en aucun cas fonctionnaire de la police territoriale mais un agent de droit privé investi de certains pouvoirs de police.

## Qualité judiciaire et missions
Les compétences de cet agent sont limitées territorialement en vertu de sa décision d'agrément, dont le territoire est bien défini également lors de la prestation de serment du garde. Même si le garde est supervisé par son commettant, il rend compte directement au Procureur de la République, au Préfet, au président du conseil général (route départementale) et copie au commettant (Maire, président du conseil général ou président d'EPCI), de toutes les contraventions portant atteinte à la voirie et des délits commis contre les biens privés de la commune. Il envoie les procès-verbaux en R.A.R directement au Parquet dans les 5 jours suivants la constatation des infractions (Article 29 du CPP). Il existe des carnets de constatation des infractions et des mémentos de poche pour tous les gardes particuliers (voir les Éditions La Baule).
Contrairement aux gardiens de la police municipale et aux gardes champêtres territoriaux, les gardes particuliers recrutés par les communes n'ont aucun pouvoir de faire respecter un arrêté de police du maire. Le maire étant le chef de sa police municipale et ayant la qualité d'OPJ (Officier de Police Judiciaire) sur sa commune, il est chargé de faire exécuter les délibérations prises par son conseil municipal. Mais le Maire est seul chargé de concourir par son pouvoir de police à l'exercice des missions de sécurité publique (article L. 2211-1 du Code Général des Collectivités Territoriales) et ne peut partager ce pouvoir de police avec le conseil municipal (toute délibération du conseil municipal en matière de police municipale serait entachée d'illégalité).  Cependant, la circulaire d'application du 9 janvier 2007 précise que les gardes des collectivités ne peuvent pas intervenir pour des infractions aux arrêtés municipaux et préfectoraux.
Lorsque des infractions au code de la route sont constatées par le garde particulier du domaine public routier, elles ne peuvent être verbalisées que si elles sont connexes à une infraction principale au code de la voirie routière. Sur le procès-verbal, le garde devra prouver le lien de connexité entre les différentes infractions. Les infractions à la police de la conservation du domaine public routier prévues au code de la voirie routière sont réprimées par l'article R.116-2 du CVR (voir mémentos des Éditions La Baule).

## Uniforme et équipement
Le garde particulier du domaine public routier, après avoir été assermenté, peut porter un uniforme ne portant pas de confusion possible avec les fonctionnaires de police. Il est habillé à la charge de son commettant et peut porter  l'écusson avec l'emblème tricolore, dès l'instant qu'il a été commissionné par une personne publique (un élu). Depuis le décret du 30 août 2006, tous les gardes particuliers ne peuvent plus être armés, sauf pour la destruction des espèces animales nuisibles et pour achever un ongulé blessé aux abois portant atteinte à la sécurité publique. Selon les dispositions du code rural, par cas de rage ou de prévention à la rage, le maire peut réquisitionner un garde particulier ou un louvetier pour abattre des animaux errants suspectés d'être porteurs de la rage.

## Accès à la profession
Pour accéder à cette mission de service public, il faut être majeur (18 ans), avoir un casier judiciaire vierge, avoir suivi une formation de qualité des modules n°1 et 5, connaitre parfaitement le territoire dont le garde particulier du DPR a la garde et surtout de ne pas outrepasser ses droits. Il peut être salarié par la commune ou l'EPCI qui l'a recruté, il ne fait pas forcément partie des agents contractuels communaux.

## Centres de formation
Les préfets sont tenus de veiller à ce que la formation ait été dispensée par un formateur titulaire d'un titre professionnel ou d'un diplôme d'université de formateur. Le but est de dispenser une formation de qualité et de fournir aux candidats un support pédagogique comprenant une synthèse de la formation et les textes législatifs faisant référence à leur mission de police.
Cette formation Module 5 de Police du domaine public routier de 08 h minimum comprend:
1/ Le code de la voirie routière ;
2/ Les contraventions de voirie ;
3/ La compétence complémentaire fixée à l’article R. 130-5 du Code de la Route
Il existe des associations ou des centres de formations qui dispensent la formation pour les modules 1 et 5 aux gardes particuliers du domaine public routier: il s'agit du CNFPT (Centre National de la Fonction Publique Territoriale)qui ne concerne que les fonctionnaires et personnels  assimilés, La FIDGPPE(Fédération Inter Départementale des Gardes Particuliers pour la Protection de l'Environnement),et la CNGPPE (Confédération Nationale des Garderies Particulières et de la Protection de l'Environnement), l'AGCPEVR (association des gardes chasse pêche environnement voirie routière).

## Les inconvénients
Ce cadre d'emploi ne donne aucun avantage comparé aux fonctionnaires de la police territoriale.